# Bailleul-lès-Pernes
Bailleul-lès-Pernes település Franciaországban, Pas-de-Calais megyében. Lakosainak száma 409 fő (2022. január 1.). Bailleul-lès-Pernes Amettes, Nédon, Sachin és Aumerval községekkel határos.

## Népesség
A település népességének változása:
| Lakosok száma | 412  | 425  | 437  | 422  | 413  | 405  | 406  | 408  | 409  |
|               | 2013 | 2015 | 2016 | 2017 | 2018 | 2019 | 2020 | 2021 | 2022 |